# 四日市インターチェンジ (大分県)
四日市インターチェンジ（よっかいちインターチェンジ）は、大分県宇佐市四日市にある宇佐道路のインターチェンジである。

## 歴史
- 1993年（平成5年）3月：開通。

## 接続する道路
- 大分県道44号宇佐本耶馬溪線

## 料金所
- なし（無料のため）

## 周辺
- 宇佐市役所
- 宇佐神宮
- 大乗院

## 隣
宇佐道路
四日市IC - 宇佐IC